# Sylvain Chomet
Sylvain Chomet (Maisons-Laffitte, 10 de noviembre de 1963) es un director, guionista, compositor y animador francés.

## Biografía
Nacido en Maisons-Laffitte, Yvelines, cerca de París, estudió arte en la Universidad, hasta que en 1982 se graduó. En 1986 publica su primer cómic: Secrets of the Dragonfly.
Chomet se muda a Londres en 1988 para trabajar como animador en el estudio de Richard Purdum. En septiembre del mismo año se establece como autónomo, trabajando en anuncios para clientes como Renault, Swinton y Swissair.
En 1991 trabaja en su primera película animada (mediometraje), llamada La anciana y las palomas con fondos diseñados por Nicolas de Crécy.
Al año siguiente, escribe el guion para un cómic de ciencia ficción llamado The Bridge In Mud.
En 1993 escribe la historia para Léon-la-Came, la cual fue dibujada por Nicolas De Crécy para la revista À Suivre, aunque no se publica hasta 1995, siendo ganadora del premio René Goscinny al año siguiente.
En 1993, Chomet se traslada a Canadá. Entre 1995 y 1996, finaliza el trabajo de La anciana y las palomas, siendo estrenada en 1997. El corto gana un BAFTA, el gran premio en el festival Annecy, el premio Cartoon d'Or, el premio Genie, así como numerosas nominaciones en diversos festivales de cine, incluyendo la de mejor corto de animación en los Oscars de ese año.
En 1997, Chomet publica Ugly, Poor, and Sick, de nuevo con la colaboración de Nicolas De Crécy, ganando el premio Alph-Art al mejor cómic en el Angoulême Comic Strip Festival.
Su largometraje animado, Bienvenidos a Belleville o "Las trillizas de Belleville" (Les Triplettes de Belleville) obtuvo también dos nominaciones a los Oscars en 2003 (Mejor película de animación y mejor canción), y llevó el nombre de Chomet a una audiencia más generalista.
Desde el lanzamiento de la película, Nicolas De Crécy acusó a Chomet de plagio, siendo esto una de las causas del fin de sus colaboraciones.
En 2004 funda un estudio de animación en Edimburgo llamado Django Films.
En 2005 dirige un segmento en el film colaborativo Paris, je t'aime, siendo este su primer trabajo en acción real.
En la Berlinale de 2010, tras varios retrasos (puesto que la fecha inicial de estreno era 2007) se estrena L’Illusionniste, la cual, al igual que su anterior trabajo, tiene sus raíces en la cultura francesa de mitad del siglo veinte, está basada en un guion de Jacques Tati que nunca fue producido, escrito en 1956 como una carta personal a su hija mayor, de la que se había alejado. Cuenta con una versión animada del propio Tati. Se estima que costó unos 10 millones de libras y ha sido producida por Pathé Pictures. Fue originalmente concebida por Tati como un diario de amor y descubrimiento entre dos personajes a través de la Europa del Este hasta Praga. Chomet dice que "Tati quería pasar de la comedia puramente visual e intentar una historia emocionalmente más profunda". "No es una novela, es más la relación entre un padre y una hija”.
Otro proyecto, Barbacoa, inicialmente fijado para ser estrenado a finales de 2005, fue cancelado debido a la falta de financiación. Además, The Tale of Despereaux iba a ser la primera película animada por ordenador de Chomet, pero la dirección pasó a Sam Fell. Chomet, por su parte, dice que no podía soportar el ambiente creativo.
Chomet ha sido crítico con el nivel de las escuelas de arte británicas por su falta de capacidad para producir animadores cualificados suficientemente para el estudio de Edimburgo
El estudio Django Films se creó con la ambición de producir un gran número de películas y establecerse en la escena cinematográfica en ambos campos: la animación y acción en vivo, pero ahora está desmantelado. En su corto periodo de vida Django Films estuvo plagado de dificultades de producción, primero perder la financiación de lo que iba a ser su primer largometraje animado, Barbacoa, mas luego el cambio de director en The Tale of Despereaux hizo que el estudio jamás llegase a despegar, por lo que nunca llegaron a contratar a los 250 artistas que dijeron necesitar en Scotland on Sunday en 2005.
El 13 de febrero de 2013 publicó la primera imagen conceptual de lo que sería "Swing Popa Swing", la precuela su largometraje "Bienvenidos a Belleville", la cual contaría la historia de las trillizas.

## Filmografía

### Cine
| Año  | Título                       | Papel                             |
| ---- | ---------------------------- | --------------------------------- |
| 2010 | L’Illusionniste              | Director, guionista y compositor. |
| 2003 | Les Triplettes de Belleville | Director y guionista.             |

### Cortometrajes
| Año  | Título                         | Papel                           |
| ---- | ------------------------------ | ------------------------------- |
| 2006 | Paris, je t'aime               | Director.                       |
| 1997 | La vieille dame et les pigeons | Director, guionista y animador. |

## Premios y distinciones
Premios Óscar
| Año  | Categoría                  | Película                       | Resultado |
| ---- | -------------------------- | ------------------------------ | --------- |
| 1998 | Mejor cortometraje animado | La vieille dame et les pigeons | Nominado  |
| 2004 | Mejor película animada     | Les Triplettes de Belleville   | Nominado  |
| 2004 | Mejor canción original     | Les Triplettes de Belleville   | Nominado  |
| 2011 | Mejor película animada     | L’Illusionniste                | Nominado  |

Globos de Oro
| Año  | Categoría              | Película        | Resultado |
| ---- | ---------------------- | --------------- | --------- |
| 2011 | Mejor película animada | L’Illusionniste | Nominado  |

Premios BAFTA
| Año  | Categoría                          | Película                     | Resultado |
| ---- | ---------------------------------- | ---------------------------- | --------- |
| 2004 | Mejor película de habla no inglesa | Les Triplettes de Belleville | Nominado  |